# Klobuky
Klobuky (deutsch Hut, früher auch Klobuk) ist eine Gemeinde in Tschechien. Sie liegt neun Kilometer nordwestlich von Slaný und gehört zum Okres Kladno.

## Geographie
Klobuky befindet sich im Mittelböhmischen Tafelland an der Einmündung des Zlonický potok in den Žerotínský potok. Durch den Ort führt die Eisenbahn von Prag nach Most. Nördlich von Peruc steht nahe der Straße nach Telce der Versteinerte Hirte. Im Süden befindet sich der Teich Cukrovarský rybnik.
Nachbarorte sind Vrbičany im Norden, Čeradice und Moráň im Osten, Kobylníky im Südosten, Třebíz im Süden, Hořešovice und Hořešovičky im Südwesten, Pacov und Kokovice im Westen sowie Telce im Nordwesten.

## Geschichte
Klobuky wurde im Jahre 1226 als Besitz des Klosters Doxan erstmals urkundlich erwähnt. Zu Beginn des 14. Jahrhunderts erfolgte eine Teilung des Ortes, einen Anteil hielt des Domkapitel St. Veit in Prag. Der andere gehörte Landadeligen, die in Klobuky eine Feste errichteten. 1352 erfolgte die Ersterwähnung der Pfarrkirche in einem päpstlichen Verzeichnis. Der Ort war seit 1355 ein Vladikensitz. Zu den Besitzern des weltlichen Anteils gehörten u. a. die Herren von Bražkov und Lukov, die Klobuky ab 1388 besaßen.
Während der Hussitenkriege wurde das nahe der Kalixtinerhochburg Slaný gelegene Dorf hussitisch. Die Rekatholisierung erfolgte 1669.
1848 wurde Klobouky eine selbstständige Gemeinde im Bezirk Slaný, zu der die Ortschaft Kobylníky gehörte. Zum Ende des 19. Jahrhunderts entstand eine bedeutende Zuckerfabrik. 1961 wurden die Gemeinden Kokovice und Páleček mit dem Ortsteil Čeradice eingemeindet.

## Gemeindegliederung
Die Gemeinde Klobuky besteht aus den Ortsteilen Čeradice (Tscheraditz), Klobuky (Hut), Kobylníky (Kobilnik), Kokovice (Kokowitz) und Páleček (Klein Paletsch) sowie die Einschicht Moráň.

## Sehenswürdigkeiten

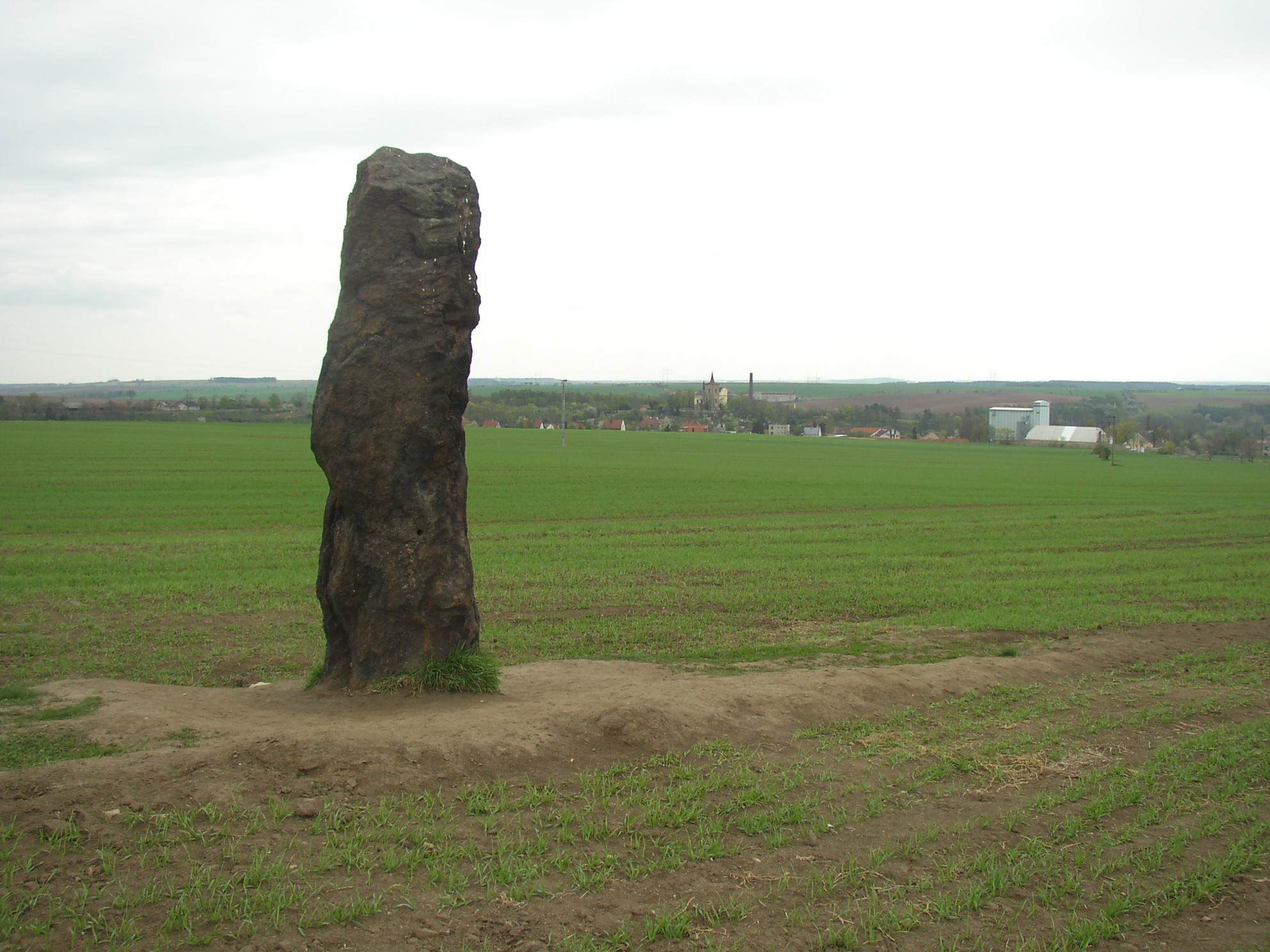
Versteinerter Hirte, im Hintergrund Klobouky

- Der Versteinerte Hirte (Zkamenělý pastýř), auch Steinerne Mann (Kamenný muž) ist ein Menhir, der wahrscheinlich in keltischer Zeit aufgestellt wurde. Der 3,50 m hohe und aus braungrauen Sandstein bestehende Fels steht nördlich des Ortes
- Kirche des Hl. Laurentius in Klobuky, das auf einem Hügel über dem Ort gelegene und seit 1352 nachweisbare Gotteshaus erhielt seine heutige Gestalt beim Umbau zwischen 1729 und 1736
- Kirche Mariä Heimsuchung in Páleček, errichtet 1776, das Bauwerk ist derzeit in einem verwahrlosten Zustand

## Persönlichkeiten
- Jindřich Šimon Baar wirkte als Kaplan in Klobuky, er ließ ein neues Pfarrhaus errichten
- Auf dem Friedhof befindet sich die Grablege der Familie Malypetr, sie ist die letzte Ruhestätte des tschechoslowakischen Ministerpräsidenten Jan Malypetr (1873–1947) und seines Vaters, des Mitbegründers der Sokol-Bewegung, Josef Malypetr (1828–1900)
- Der Dichter Karel Toman wurde in Kokovice geboren
- Der slowakische Dichter Ivan Basko arbeitete als Chemiker in der Zuckerfabrik.